# Kalls landskommun
Kalls landskommun var en tidigare kommun i Jämtlands län.

## Administrativ historik
Kalls landskommun inrättades 1 januari 1863 i Kalls socken i Jämtland när 1862 års kommunalförordningar trädde i kraft. Den påverkades inte av kommunreformen 1952.
1971 infördes enhetlig kommuntyp och Kalls landskommun ombildades därmed till Kalls kommun, dock utan territoriella förändringar den gången. 1974 blev kommunen en del av den nya Åre kommun, tillsammans med Hallen, Mörsil, Undersåker och Åre.

### Kyrklig tillhörighet
I kyrkligt hänseende tillhörde kommunen Kalls församling.

## Folkmängd
År 1959 uppgick kommunens befolkning till 1 340 invånare och därmed var Kall den befolkningsmässigt näst minsta landskommunen i länet, endast Hotagen var mindre.
1959 var kommunens befolkningstäthet 0,6 invånare/km². Detta kan jämföras med riksgenomsnittet som då var 18,0 invånare/km² medan länsgenomsnittet var 3,0 invånare/km².

## Kommunvapnet
Blasonering: I fält av silver en röd älghornskrona över en av vågskura bildad blå stam.
Detta vapen fastställdes av Kungl. Maj:t den 30 juni 1961. Se artikeln om Åre kommunvapen för mer information.

## Geografi
Kalls landskommun omfattade den 1 januari 1952 en areal av 2 655,90 km², varav 2 225,15 km² land.

### Tätorter i kommunen 1960
I Kalls landskommun fanns den 1 november 1960 ingen tätort. Tätortsgraden i kommunen var då alltså 0,0 procent.

## Politik

### Mandatfördelning i valen 1938-1970
| 18 | 2 |

| 20 |

| 7 | 13 |

| 20 |

| 1 | 8 | 5 | 3 | 3 |

| 20 |

| 11 | 2 | 3 | 4 |

| 19 |

| 10 | 3 | 3 | 3 | 1 |

| 20 |

| 11 | 4 | 3 | 2 |

| 19 |

| 11 | 4 | 3 | 2 |

| 17 | 3 |

| 10 | 5 | 3 | 2 |

| 20 |

| 9 | 7 | 3 | 1 |

| 20 |

Kommunfullmäktiges siste ordförande var Ingemar Larsson och
Kommunstyrelsens siste ordförande var Karl-Erik Sundberg.
Källa: Kalls kommuns (1963-1973) kommunfullmäktige och kommunstyrelse protokoll i Åre kommunarkiv. (Beståndskod: SE/Z021/K63-Kf/A1 resp. K63-Knn/A1)

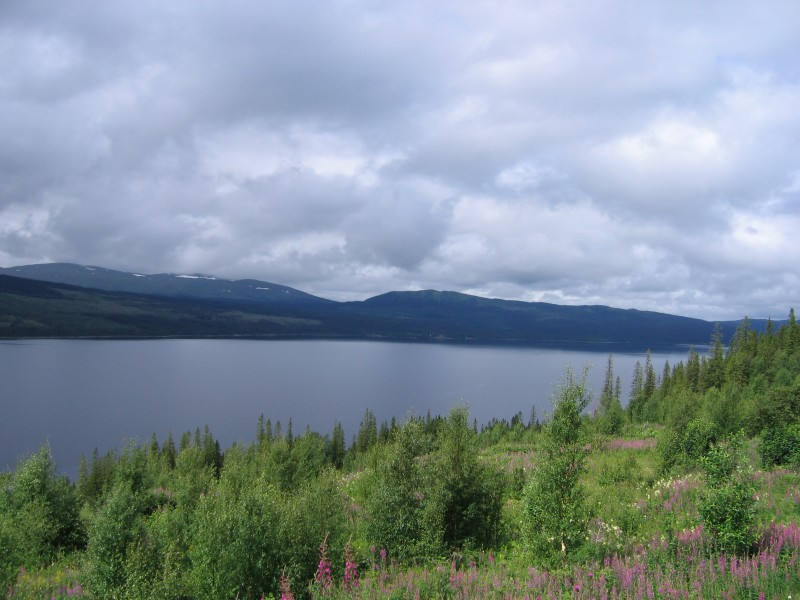
Kallsjön.